# Kocabeyli, Kilis
Kocabeyli là một xã thuộc thành phố Kilis, tỉnh Kilis, Thổ Nhĩ Kỳ. Dân số thời điểm năm 2010 là 368 người.